# 高瑀
高 瑀（こう う、生年不詳 - 834年）は、唐代の官僚。本貫は冀州蓨県。

## 経歴
若くして兵を論じるのを好み、右金吾衛冑曹参軍を初任とし、節度使の従事を歴任した。陳州刺史・蔡州刺史を歴任し、入朝して太僕寺卿となった。大和元年（827年）、忠武軍節度使の王沛が死去すると、高瑀は宰相の裴度や韋処厚の推薦により、検校左散騎常侍・許州刺史・忠武軍節度使に任じられた。
大和3年（829年）、検校工部尚書を加えられた。連年旱魃がつづき、民衆はしばしば飢えていた。高瑀は許州の民を召集すると、堤防180里を巡らせて築き、水の集散を平均化させて、飢饉の年をなくした。検校尚書右僕射を加えられた。大和6年（832年）、徐州刺史・武寧軍節度使に転じた。大和7年（833年）1月、長安に召還されて刑部尚書となった。6月、病のため辞任を求め、太子少保に任じられた。8月、検校尚書右僕射・忠武軍節度使となった。大和8年（834年）6月、死去した。司空の位を追贈された。

## 伝記資料
- 『旧唐書』巻162 列伝第112
- 『新唐書』巻171 列伝第96